# Nersornaat
Nersornaat ("förtjänt" på grönländska) är det grönländska självstyrets förtjänstmedalj. Det instiftades 1 maj 1989 med anledning av Hjemstyrets tioårsjubileum, och kan tilldelas både danska och utländska personer som "i en længere periode og i væsentlig grad har ydet en fortjenstfuld indsats for Grønland, herunder grønlandsk sprog, kultur og anseelse". Det är Grönlands landstings presidium som utser mottagare. 

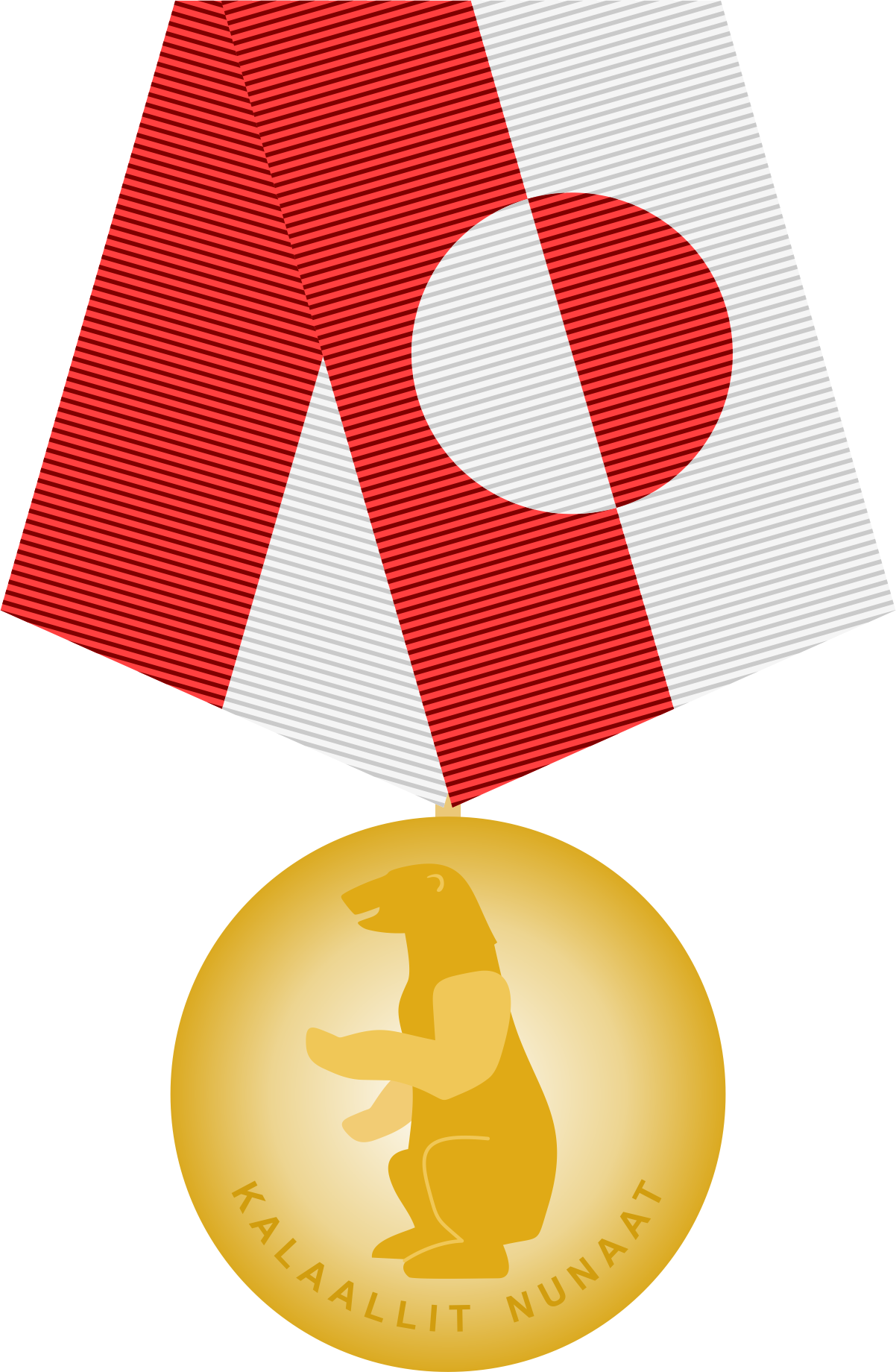
Guld

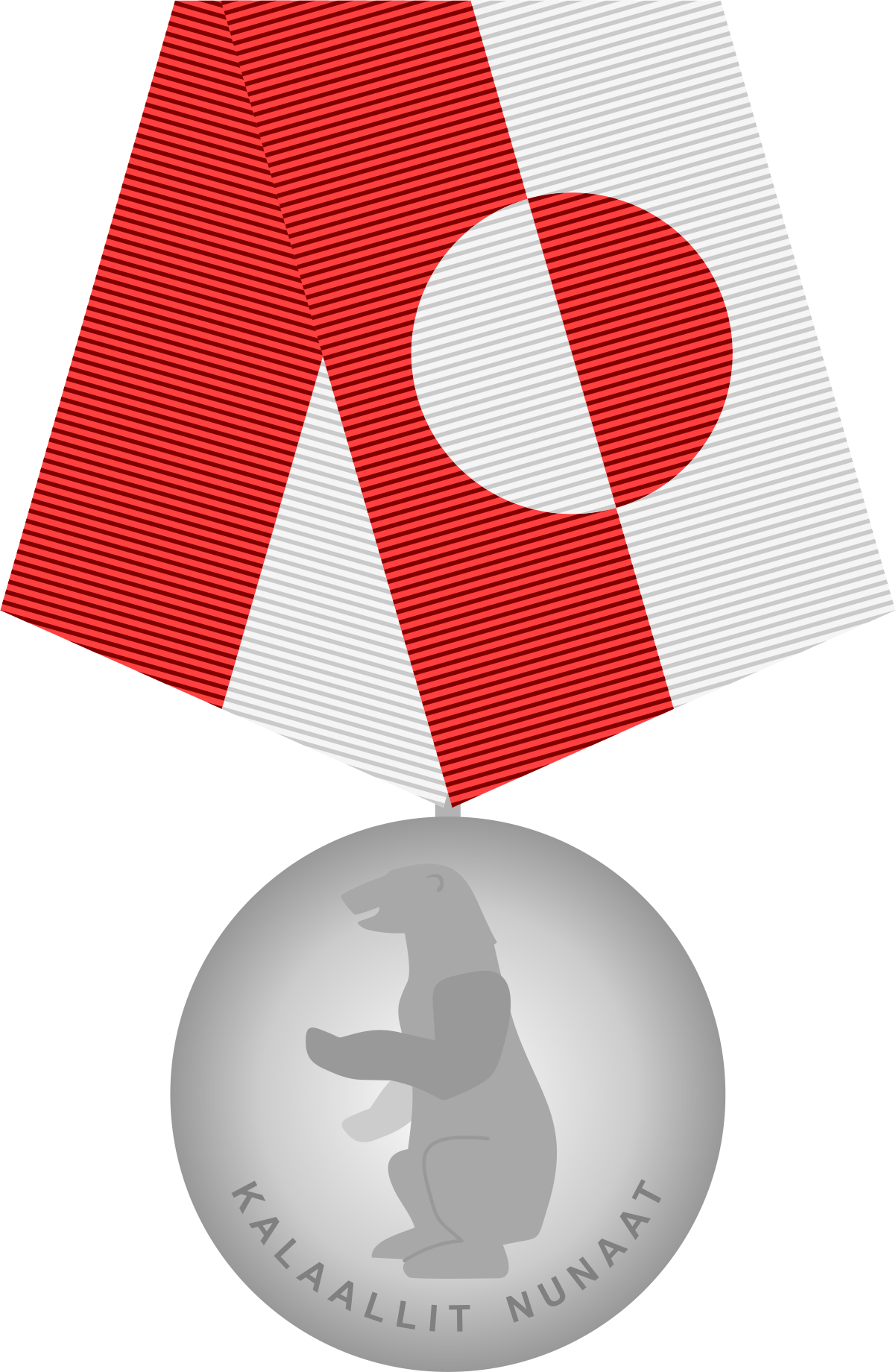
Silver

Förtjänstmedaljen finns i två grader: guld och silver. Den bärs i ett band i den grönländska flaggans färger, där vitt symboliserar snön, och rött symboliserar solen.